# بازی‌های پان امریکن ۱۹۶۳
بازی‌های پان امریکن ۱۹۶۳ (انگلیسی: 1963 Pan American Games) چهارمین دوره بازی‌های پان امریکن است که از ۳۰ آوریل تا ۵ مه ۱۹۶۳ در سائو پائولو، برزیل با حضور ۱۶۶۵ ورزشکار برگزار شده‌است.

## جدول مدال‌ها
*   کشور میزبان ( برزیل)
| رتبه            | کشور                | طلا | نقره | برنز | مجموع |
| --------------- | ------------------- | --- | ---- | ---- | ----- |
| ۱               | ایالات متحده آمریکا | ۱۱۰ | ۵۹   | ۳۹   | ۲۰۸   |
| ۲               | برزیل*              | ۱۴  | ۲۱   | ۱۸   | ۵۳    |
| ۳               | کانادا              | ۸   | ۲۳   | ۲۵   | ۵۶    |
| ۴               | آرژانتین            | ۸   | ۱۶   | ۱۷   | ۴۱    |
| ۵               | کوبا                | ۴   | ۵    | ۴    | ۱۳    |
| ۶               | اروگوئه             | ۴   | ۱    | ۷    | ۱۲    |
| ۷               | ونزوئلا             | ۳   | ۸    | ۹    | ۲۰    |
| ۸               | مکزیک               | ۲   | ۸    | ۱۶   | ۲۶    |
| ۹               | شیلی                | ۲   | ۱    | ۵    | ۸     |
| ۱۰              | ترینیداد و توباگو   | ۱   | ۲    | ۲    | ۵     |
| ۱۱              | گویان بریتانیا      | ۱   | ۰    | ۰    | ۱     |
| ۱۲              | آنتیل هلند          | ۰   | ۴    | ۲    | ۶     |
| ۱۳              | پاناما              | ۰   | ۲    | ۳    | ۵     |
| ۱۴              | جامائیکا            | ۰   | ۲    | ۲    | ۴     |
| ۱۴              | پورتوریکو           | ۰   | ۲    | ۲    | ۴     |
| ۱۶              | گواتمالا            | ۰   | ۲    | ۰    | ۲     |
| ۱۷              | پرو                 | ۰   | ۱    | ۱    | ۲     |
| ۱۸              | باربادوس            | ۰   | ۰    | ۳    | ۳     |
| مجموع (۱۸ کشور) | مجموع (۱۸ کشور)     | ۱۵۷ | ۱۵۷  | ۱۵۵  | ۴۶۹   |

## کشورهای شرکت‌کننده
- آرژانتین
- باهاما
- باربادوس
- برزیل
- British Guiana
- کانادا
- شیلی
- کوبا
- اکوادور
- السالوادور
- گواتمالا
- جامائیکا
- مکزیک
- آنتیل هلند
- پاناما
- پرو
- پورتوریکو
- ترینیداد و توباگو
- ایالات متحده آمریکا
- اروگوئه
- ونزوئلا

## ورزش‌ها
- ورزش‌های آبی  (جزئیات) 
  -  شیرجه  (جزئیات)
  -  شنا  (جزئیات)
  -  شنای موزون  (جزئیات)
- دو و میدانی  (جزئیات)
- بیسبال  (جزئیات)
- بسکتبال  (جزئیات)
- بوکس  (جزئیات)
- دوچرخه‌سواری  (جزئیات)
- سوارکاری  (جزئیات)
- شمشیربازی  (جزئیات)
- فوتبال  (جزئیات)
- ژیمناستیک  (جزئیات)
- جودو  (جزئیات)
- پنج‌گانه مدرن  (جزئیات)
- روئینگ  (جزئیات)
- قایقرانی بادبانی  (جزئیات)
- تیراندازی  (جزئیات)
- تنیس  (جزئیات)
- والیبال  (جزئیات)
- واترپلو  (جزئیات)
- وزنه‌برداری  (جزئیات)
- کشتی  (جزئیات)